# Campionato mondiale femminile di pallacanestro 2018
La XVIII edizione del Campionato Mondiale di Pallacanestro Femminile FIBA si è disputata in Spagna dal 22 settembre 2018 al 30 settembre 2018. Le partite sono state disputane in due arene nelle città di San Cristóbal de La Laguna e di Santa Cruz de Tenerife nelle Isole Canarie. Gli Stati Uniti erano i campioni in carica.

## Sedi delle partite
| Città                      | Impianto                         | Spettatori |
| -------------------------- | -------------------------------- | ---------- |
| San Cristóbal de La Laguna | Pabellón Insular Santiago Martín | 5 100      |
| Santa Cruz de Tenerife     | Palacio Municipal de Deportes    | 3 600      |

## Qualificazioni
| N° | Squadra       | Qualificata come                        | Data di qualificazione | Ultima partecipazione | Miglior piazzamento                                             |
| -- | ------------- | --------------------------------------- | ---------------------- | --------------------- | --------------------------------------------------------------- |
| 1  | Spagna        | Paese organizzatore                     | 16 dicembre 2014       | Turchia 2014          | 2º posto (2014)                                                 |
| 2  | Stati Uniti   | Olimpiadi 2016                          | 20 agosto 2016         | Turchia 2014          | Campione (1953, 1957, 1979, 1986, 1990, 1998, 2002, 2010, 2014) |
| 3  | Nigeria       | 1º posto nel FIBA AfroBasket Women 2017 | 26 agosto 2017         | Brasile 2006          | 16º posto (2006)                                                |
| 4  | Senegal       | 2º posto nel FIBA AfroBasket Women 2017 | 26 agosto 2017         | Rep. Ceca 2010        | 12º posto (1979)                                                |
| 5  | Francia       | 2º posto nel FIBA EuroBasket Women 2017 | 22 giugno 2017         | Turchia 2014          | 3º posto (1953)                                                 |
| 6  | Belgio        | 3º posto nel FIBA EuroBasket Women 2017 | 22 giugno 2017         | debuttante            | debuttante                                                      |
| 7  | Grecia        | 4º posto nel FIBA EuroBasket Women 2017 | 22 giugno 2017         | Rep. Ceca 2010        | 11º posto (2010)                                                |
| 8  | Turchia       | 5º posto nel FIBA EuroBasket Women 2017 | 24 giugno 2017         | Turchia 2014          | 4º posto (2014)                                                 |
| 9  | Lettonia      | 6º posto nel FIBA EuroBasket Women 2017 | 24 giugno 2017         | debuttante            | debuttante                                                      |
| 10 | Canada        | 1º posto nel FIBA Women's AmeriCup 2017 | 12 agosto 2017         | Turchia 2014          | 3º posto (1979, 1986)                                           |
| 11 | Argentina     | 2º posto nel FIBA Women's AmeriCup 2017 | 12 agosto 2017         | Rep. Ceca 2010        | 6º posto (1953)                                                 |
| 12 | Porto Rico    | 3º posto nel FIBA Women's AmeriCup 2017 | 12 agosto 2017         | debuttante            | debuttante                                                      |
| 13 | Giappone      | 1º posto nel FIBA Women's Asia Cup 2017 | 27 luglio 2017         | Turchia 2014          | 2º posto (1975)                                                 |
| 14 | Australia     | 2º posto nel FIBA Women's Asia Cup 2017 | 27 luglio 2017         | Turchia 2014          | Campione (2006)                                                 |
| 15 | Cina          | 3º posto nel FIBA Women's Asia Cup 2017 | 27 luglio 2017         | Turchia 2014          | 2º posto (1994)                                                 |
| 16 | Corea del Sud | 4º posto nel FIBA Women's Asia Cup 2017 | 27 luglio 2017         | Turchia 2014          | 2º posto (1967, 1979)                                           |

## Sorteggio e formula
Il sorteggio per il primo turno si è tenuto il 6 febbraio 2018 a San Cristóbal de La Laguna nell'isola di Tenerife. Le sedici squadre sono state raggruppate in 4 fasce.
| 1ª fascia   | 2ª fascia | 3ª fascia | 4ª fascia     |
| ----------- | --------- | --------- | ------------- |
| Stati Uniti | Belgio    | Canada    | Porto Rico    |
| Australia   | Grecia    | Argentina | Corea del Sud |
| Spagna      | Turchia   | Giappone  | Nigeria       |
| Francia     | Lettonia  | Cina      | Senegal       |

Le squadre sono state suddivise in 4 gironi (A-D) all'italiana da quattro squadre ciascuno. Al termine della prima fase le prime classificare accederanno direttamente ai quarti di finale, mentre le seconde e terze disputeranno un incontro ad eliminazione diretta con gli accoppiamenti (A2-B3, B2-A3, C2-D3 e D2-C3) per accedere ai quarti di finale.

## Primo turno
Legenda:
      ammesse ai quarti di finale;       alle qualificazioni per i quarti di finale.

### Gruppo A
| Pos. | Squadra       | Pt | G | V | P | PF  | PS  | DP  |
| ---- | ------------- | -- | - | - | - | --- | --- | --- |
| 1.   | Canada        | 6  | 3 | 3 | 0 | 234 | 173 | +61 |
| 2.   | Francia       | 5  | 3 | 2 | 1 | 224 | 200 | +24 |
| 3.   | Grecia        | 4  | 3 | 1 | 2 | 179 | 204 | -25 |
| 4.   | Corea del Sud | 3  | 3 | 0 | 3 | 169 | 229 | -60 |

| Arbitri: | Luis Castillo Andreia Silva Maripier Malo |

|               |          |                   |
| Park Ji-su 15 | Punti    | 19 Johannès       |
| Park Hy. 5    | Assist   | 4 Époupa, Miyem 4 |
| Park Ji-su 8  | Rimbalzi | 10 Ciak           |

| Arbitri: | Manuel Mazzoni Özlem Yalman Takaki Kato |

|                   |          |                            |
| Maltsī 14         | Punti    | 16 Gaucher                 |
| Lymoura, Spanou 2 | Assist   | 5 Gaucher                  |
| Spanou 6          | Rimbalzi | 8 Hamblin, Raincock-Ekunwe |

| Arbitri: | Natalia Cuello Harja Jaladri Nicolas Fernandes |

|                      |          |               |
| Nurse 29             | Punti    | 23 Park Ji-su |
| Langlois 6           | Assist   | 9 Park Hy.    |
| quattro giocatrici 6 | Rimbalzi | 9 Park Ji-su  |

| Arbitri: | Antonio Conde Amy Bonner Duan Zhu |

|            |          |                            |
| Miyem 20   | Punti    | 28 Maltsi                  |
| Johannès 6 | Assist   | 4 Lymoura                  |
| Gruda 7    | Rimbalzi | 5 Kaltsidou, Spyridopoulou |

| Arbitri: | Takaki Kato Nan Ye Luis Castillo |

|                   |          |           |
| Kang 10           | Punti    | 13 Spanou |
| Lim, Park Ji-su 4 | Assist   | 5 Maltsī  |
| Park Ji-su 9      | Rimbalzi | 12 Spanou |

| Arbitri: | Omar Bermúdez Amy Bonner Duan Zhu |

|                             |          |                |
| Nurse 18                    | Punti    | 14 Gruda       |
| Nurse 6                     | Assist   | 5 Tchatchouang |
| Achonwa, Raincock-Ekunwe 10 | Rimbalzi | 8 Gruda        |

### Gruppo B
| Pos. | Squadra   | Pt | G | V | P | PF  | PS  | DP  |
| ---- | --------- | -- | - | - | - | --- | --- | --- |
| 1.   | Australia | 6  | 3 | 3 | 0 | 260 | 175 | +85 |
| 2.   | Nigeria   | 5  | 3 | 2 | 1 | 217 | 224 | -7  |
| 3.   | Turchia   | 4  | 3 | 1 | 2 | 195 | 201 | -6  |
| 4.   | Argentina | 3  | 3 | 0 | 3 | 150 | 222 | -72 |

| Arbitri: | Yener Yılmaz Snehal Bendke Alexis Mercado Pacheco |

|                  |          |                   |
| Cambage 34       | Punti    | 21 Akhator        |
| George, Talbot 6 | Assist   | 4 Amukamara       |
| Cambage 12       | Rimbalzi | 6 Elonu, Nyingifa |

| Arbitri: | Omar Bermúdez Maj Forsberg Arnaud Kom Njilo |

|             |          |           |
| Şenyürek 13 | Punti    | 12 Rosset |
| Cora 5      | Assist   | 4 Gretter |
| Şenyürek 8  | Rimbalzi | 8 Burani  |

| Arbitri: | Takaki Kato Yu Jung Luis Castillo |

|            |          |            |
| Rosset 13  | Punti    | 24 Cambage |
| Boquete 3  | Assist   | 5 Whitcomb |
| Llorente 5 | Rimbalzi | 8 Magbegor |

| Arbitri: | James Alexander Boyer Julio Anaya Nan Ye |

|            |          |                           |
| Ogoke 22   | Punti    | 15 Alben                  |
| Kalu 5     | Assist   | 3 Alben, Cora             |
| Akhator 10 | Rimbalzi | 6 Hollingsworth, Şenyürek |

| Arbitri: | Antonio Conde Alexis Mercado Pacheco Daniel Garcia |

|                   |          |                  |
| Cambage 25        | Punti    | 11 Hollingsworth |
| Ebzery, George 5  | Assist   | 9 Alben          |
| Bunton, Cambage 7 | Rimbalzi | 7 Hollingsworth  |

| Arbitri: | Natalia Cuello Arnaud Kom Njilo Andreia Silva |

|            |          |              |
| Gretter 21 | Punti    | 16 Amukamara |
| Gretter 4  | Assist   | 4 Kalu       |
| Llorente 7 | Rimbalzi | 13 Akhator   |

### Gruppo C
| Pos. | Squadra    | Pt | G | V | P | PF  | PS  | DP  |
| ---- | ---------- | -- | - | - | - | --- | --- | --- |
| 1.   | Belgio     | 5  | 3 | 2 | 1 | 233 | 176 | +57 |
| 2.   | Spagna     | 5  | 3 | 2 | 1 | 225 | 196 | +29 |
| 3.   | Giappone   | 5  | 3 | 2 | 1 | 217 | 220 | -3  |
| 4.   | Porto Rico | 3  | 3 | 0 | 3 | 150 | 233 | -83 |

| Arbitri: | Amy Bonner Natalia Cuello James Alexander Boyer |

|                    |          |            |
| Miyazawa 12        | Punti    | 15 Xargay  |
| Motohashi 5        | Assist   | 8 Palau    |
| Miyazawa, Takada 6 | Rimbalzi | 8 Nicholls |

| Arbitri: | Yohan Rosso Harja Jaladri Duan Zhu |

|            |          |              |
| O'Neill 12 | Punti    | 17 Vanloo    |
| Meléndez 2 | Assist   | 7 Carpréaux  |
| Gwathmey 7 | Rimbalzi | 14 Meesseman |

| Arbitri: | Omar Bermúdez Maj Forsberg Özlem Yalman |

|                |          |                    |
| K. Mestdagh 23 | Punti    | 26 Takada          |
| Allemand 7     | Assist   | 8 Fujioka          |
| Meesseman 18   | Rimbalzi | 6 Miyazawa, Takada |

| Arbitri: | Manuel Mazzoni Snehal Bendke Daniel Garcia |

|          |          |                             |
| Ndour 22 | Punti    | 17 O'Neill                  |
| Palau 5  | Assist   | 2 Gwathmey, O'Neill, Rosado |
| Gil 7    | Rimbalzi | 8 Meléndez                  |

| Arbitri: | Georgios Poursanidis Maripier Malo Yener Yılmaz |

|             |          |             |
| Miyazawa 15 | Punti    | 23 Gwathmey |
| Machida 7   | Assist   | 4 Rosado    |
| Miyazawa 14 | Rimbalzi | 9 O'Neill   |

| Arbitri: | Yohan Rosso James Alexander Boyer Nicolas Fernandes |

|                    |          |             |
| K. Mestdagh 21     | Punti    | 16 Torrens  |
| Allemand 6         | Assist   | 5 Palau     |
| Meesseman, Raman 8 | Rimbalzi | 13 Nicholls |

### Gruppo D
| Pos. | Squadra     | Pt | G | V | P | PF  | PS  | DP  |
| ---- | ----------- | -- | - | - | - | --- | --- | --- |
| 1.   | Stati Uniti | 6  | 3 | 3 | 0 | 289 | 231 | +58 |
| 2.   | Cina        | 5  | 3 | 2 | 1 | 227 | 227 | 0   |
| 3.   | Senegal     | 4  | 3 | 1 | 2 | 203 | 231 | -28 |
| 4.   | Lettonia    | 3  | 3 | 0 | 3 | 206 | 236 | -30 |

| Arbitri: | Antonio Conde Julio Anaya Georgios Poursanidis |

|                    |          |         |
| Šteinberga 16      | Punti    | 15 Shao |
| Krastiņa-Pulvere 5 | Assist   | 5 Shao  |
| Šteinberga 11      | Rimbalzi | 10 Han  |

| Arbitri: | Jasmina Juras Yu Jung Nicolas Fernandes |

|                                 |          |           |
| Delle Donne 19                  | Punti    | 18 Sarr   |
| Taurasi 7                       | Assist   | 4 Diémé   |
| Charles, Delle Donne, Stewart 6 | Rimbalzi | 8 Sy-Diop |

| Arbitri: | Georgios Poursanidis Andreia Silva Maripier Malo |

|           |          |                       |
| Traoré 19 | Punti    | 14 Vītola             |
| Traoré 4  | Assist   | 5 Babkina-Dikaioulaku |
| Diarra 11 | Rimbalzi | 15 Šteinberga         |

| Arbitri: | Yohan Rosso Arnaud Kom Njilo Yener Yılmaz |

|                     |          |                            |
| Han 20              | Punti    | 23 Stewart                 |
| cinque giocatrici 3 | Assist   | 5 Clarendon, Taurasi       |
| Sun 6               | Rimbalzi | 6 Charles, Stewart, Wilson |

| Arbitri: | Manuel Mazzoni Harja Jaladri Maj Forsberg |

|           |          |             |
| Traoré 21 | Punti    | 15 Li M.    |
| Diémé 7   | Assist   | 7 Li Yuan   |
| Diop 7    | Rimbalzi | 11 Li Yueru |

| Arbitri: | Yu Jung Jasmina Juras Julio Anaya |

|               |          |                   |
| Šteinberga 30 | Punti    | 18 Charles        |
| Vītola 6      | Assist   | 7 Clarendon       |
| Vītola 10     | Rimbalzi | 8 Stewart, Wilson |

## Fase finale

### Tabellone
|  | Qualificazioni | Qualificazioni | Qualificazioni |         |    | Quarti di finale | Quarti di finale | Quarti di finale |  |  | Semifinali                  | Semifinali                  | Semifinali                  |                             |  | Finale    | Finale | Finale |
|  |                |                |                |         |    |                  |                  |                  |  |  |                             |                             |                             |                             |  |           |        |        |
|  |                |                |                |         |    |                  |                  |                  |  |  |                             |                             |                             |                             |  |           |        |        |
|  |                | A1             | Canada         | 53      |    |                  |                  |                  |  |  |                             |                             |                             |                             |  |           |        |        |
|  |                |                |                | 53      |    |                  |                  |                  |  |  |                             |                             |                             |                             |  |           |        |        |
|  |                |                |                | Spagna  | 68 |                  |                  |                  |  |  |                             |                             |                             |                             |  |           |        |        |
|  | C2             | Spagna         | 63             | Spagna  | 68 |                  |                  |                  |  |  |                             |                             |                             |                             |  |           |        |        |
|  | C2             | Spagna         | 63             |         |    |                  |                  |                  |  |  |                             |                             |                             |                             |  |           |        |        |
|  | D3             | Senegal        | 48             |         |    |                  |                  |                  |  |  |                             |                             |                             |                             |  |           |        |        |
|  | D3             | Senegal        | 48             |         |    |                  |                  |                  |  |  | Spagna                      | 66                          |                             |                             |  |           |        |        |
|  |                |                |                |         |    |                  |                  |                  |  |  | Spagna                      | 66                          |                             |                             |  |           |        |        |
|  |                |                | Australia      | 72      |    |                  |                  |                  |  |  |                             |                             |                             |                             |  |           |        |        |
|  |                |                | Australia      | 72      |    |                  |                  |                  |  |  |                             |                             |                             |                             |  |           |        |        |
|  |                |                |                |         |    |                  |                  |                  |  |  |                             |                             |                             |                             |  |           |        |        |
|  |                |                |                |         |    |                  |                  |                  |  |  |                             |                             |                             |                             |  |           |        |        |
|  |                | B1             | Australia      | 83      |    |                  |                  |                  |  |  |                             |                             |                             |                             |  |           |        |        |
|  |                |                |                | 83      |    |                  |                  |                  |  |  |                             |                             |                             |                             |  |           |        |        |
|  |                |                |                | Cina    | 42 |                  |                  |                  |  |  |                             |                             |                             |                             |  |           |        |        |
|  | D2             | Cina           | 87             | Cina    | 42 |                  |                  |                  |  |  |                             |                             |                             |                             |  |           |        |        |
|  | D2             | Cina           | 87             |         |    |                  |                  |                  |  |  |                             |                             |                             |                             |  |           |        |        |
|  | C3             | Giappone       | 81             |         |    |                  |                  |                  |  |  |                             |                             |                             |                             |  |           |        |        |
|  | C3             | Giappone       | 81             |         |    |                  |                  |                  |  |  |                             |                             |                             |                             |  | Australia | 56     |        |
|  |                |                |                |         |    |                  |                  |                  |  |  |                             |                             |                             |                             |  | Australia | 56     |        |
|  |                |                | Stati Uniti    | 73      |    |                  |                  |                  |  |  |                             |                             |                             |                             |  |           |        |        |
|  |                |                | Stati Uniti    | 73      |    |                  |                  |                  |  |  |                             |                             |                             |                             |  |           |        |        |
|  |                |                |                |         |    |                  |                  |                  |  |  |                             |                             |                             |                             |  |           |        |        |
|  |                |                |                |         |    |                  |                  |                  |  |  |                             |                             |                             |                             |  |           |        |        |
|  |                | C1             | Belgio         | 86      |    |                  |                  |                  |  |  | Incontro per il terzo posto | Incontro per il terzo posto | Incontro per il terzo posto | Incontro per il terzo posto |  |           |        |        |
|  |                |                |                | 86      |    |                  |                  |                  |  |  | Incontro per il terzo posto | Incontro per il terzo posto | Incontro per il terzo posto | Incontro per il terzo posto |  |           |        |        |
|  |                |                |                | Francia | 65 |                  |                  |                  |  |  |                             |                             |                             |                             |  |           |        |        |
|  | A2             | Francia        | 78             | Francia | 65 |                  |                  |                  |  |  |                             |                             | Spagna                      | 67                          |  |           |        |        |
|  | A2             | Francia        | 78             |         |    |                  |                  |                  |  |  |                             |                             | Spagna                      | 67                          |  |           |        |        |
|  | B3             | Turchia        | 61             |         |    |                  |                  |                  |  |  |                             |                             |                             |                             |  |           | Belgio | 60     |
|  | B3             | Turchia        | 61             |         |    |                  |                  |                  |  |  | Belgio                      | 77                          |                             |                             |  |           | Belgio | 60     |
|  |                |                |                |         |    |                  |                  |                  |  |  | Belgio                      | 77                          |                             |                             |  |           |        |        |
|  |                |                | Stati Uniti    | 93      |    |                  |                  |                  |  |  |                             |                             |                             |                             |  |           |        |        |
|  |                |                | Stati Uniti    | 93      |    |                  |                  |                  |  |  |                             |                             |                             |                             |  |           |        |        |
|  |                |                |                |         |    |                  |                  |                  |  |  |                             |                             |                             |                             |  |           |        |        |
|  |                |                |                |         |    |                  |                  |                  |  |  |                             |                             |                             |                             |  |           |        |        |
|  |                | D1             | Stati Uniti    | 71      |    |                  |                  |                  |  |  |                             |                             |                             |                             |  |           |        |        |
|  |                |                |                | 71      |    |                  |                  |                  |  |  |                             |                             |                             |                             |  |           |        |        |
|  |                |                |                | Nigeria | 40 |                  |                  |                  |  |  |                             |                             |                             |                             |  |           |        |        |
|  | B2             | Nigeria        | 57             | Nigeria | 40 |                  |                  |                  |  |  |                             |                             |                             |                             |  |           |        |        |
|  | B2             | Nigeria        | 57             |         |    |                  |                  |                  |  |  |                             |                             |                             |                             |  |           |        |        |
|  | A3             | Grecia         | 56             |         |    |                  |                  |                  |  |  |                             |                             |                             |                             |  |           |        |        |

### Tabellone 5º-8º posto
|  | 5º-8º posto | 5º-8º posto | 5º-8º posto |         |      | Incontro per il quinto posto  | Incontro per il quinto posto  | Incontro per il quinto posto  |  |
|  |             |             |             |         |      |                               |                               |                               |  |
|  | Canada      | Canada      | 71          |         |      |                               |                               |                               |  |
|  | Canada      | Canada      | 71          |         |      |                               |                               |                               |  |
|  | Cina        | Cina        | 76          |         |      |                               |                               |                               |  |
|  | Cina        | Cina        | 76          |         | Cina | Cina                          | 67                            |                               |  |
|  |             |             |             |         | Cina | Cina                          | 67                            |                               |  |
|  |             |             | Francia     | Francia | 81   |                               |                               |                               |  |
|  | Francia     | Francia     | Francia     | Francia | 81   | 84                            |                               |                               |  |
|  | Francia     | Francia     |             |         |      | 84                            |                               |                               |  |
|  | Nigeria     | Nigeria     | 62          |         |      | Incontro per il settimo posto | Incontro per il settimo posto | Incontro per il settimo posto |  |
|  | Nigeria     | Nigeria     | 62          |         |      |                               |                               |                               |  |
|  |             |             |             |         |      |                               |                               |                               |  |
|  |             |             |             |         |      | Canada                        | Canada                        | 73                            |  |
|  |             |             |             |         |      | Canada                        | Canada                        | 73                            |  |
|  |             |             |             |         |      | Nigeria                       | Nigeria                       | 72                            |  |

### Qualificazioni ai quarti di finale
| Arbitri: | Yohan Rosso Maj Forsberg Georgios Poursanidis |

|                  |          |              |
| Shao, Yang 16    | Punti    | 25 Motohashi |
| Huang, Li Yua. 7 | Assist   | 7 Motohashi  |
| Huang 9          | Rimbalzi | 9 Miyazawa   |

| Arbitri: | Omar Bermúdez Daniel García James Boyer |

|                  |          |             |
| Akhator, Kalu 14 | Punti    | 18 Fasoula  |
| Elonu, Kalu 4    | Assist   | 5 Kaltsidou |
| Akhator 13       | Rimbalzi | 12 Fasoula  |

| Arbitri: | Manuel Mazzoni Maripier Malo Takaki Kato |

|          |          |                  |
| Gruda 20 | Punti    | 19 Hollingsworth |
| Époupa 8 | Assist   | 5 Alben          |
| Gruda 7  | Rimbalzi | 8 Hollingsworth  |

| Arbitri: | Julio Anaya Natalia Cuello Yener Yılmaz |

|             |          |          |
| Ndour 14    | Punti    | 10 Thiam |
| Palau 4     | Assist   | 3 Diouf  |
| Nicholls 13 | Rimbalzi | 7 Diarra |

### Quarti di finale
| Arbitri: | Georgios Poursanidis Arnaud Kom Njilo Ye Nan |

|                 |          |                 |
| Stewart 19      | Punti    | 8 Akhator, Kalu |
| Bird, Stewart 5 | Assist   | 7 Kalu          |
| Charles 15      | Rimbalzi | 9 Imovbioh      |

| Arbitri: | Amy Bonner Alexis Mercado Pacheco Daniel García |

|            |          |                    |
| Cambage 20 | Punti    | 12 Li Yue.         |
| Talbot 5   | Assist   | 3 Li Yua., Wang S. |
| Cambage 9  | Rimbalzi | 6 Han, Li Yue.     |

| Arbitri: | Antonio Conde Julio Anaya Takaki Kato |

|                |          |                      |
| K. Mestdagh 23 | Punti    | 17 Johannès          |
| Allemand 13    | Assist   | 3 quattro giocatrici |
| Meesseman 9    | Rimbalzi | 10 Gruda             |

| Arbitri: | Yohan Rosso Maj Forsbger Omar Bermúdez |

|           |          |                     |
| Nurse 15  | Punti    | 16 Ndour            |
| Gaucher 3 | Assist   | 5 Palau             |
| Gaucher 7 | Rimbalzi | 7 Nicholls, Torrens |

### Classificazione 5º-8º posto
| Arbitri: | Luis Castillo Amy Bonner Andreia Silva |

|              |          |           |
| Ciak 16      | Punti    | 15 Elonu  |
| Époupa       | Assist   | 5 Kalu    |
| Chartereau 5 | Rimbalzi | 6 Akhator |

| Arbitri: | Yener Yılmaz Jasmina Juras James Boyer |

|            |          |           |
| Nurse 18   | Punti    | 18 Li M.  |
| Langlois 4 | Assist   | 6 Li Yuan |
| Plouffe 7  | Rimbalzi | 9 Han     |

### Semifinali
| Arbitri: | Yohan Rosso Yu Jung Daniel García |

|              |          |            |
| Meesseman 23 | Punti    | 26 Taurasi |
| Allemand 12  | Assist   | 7 Bird     |
| Meesseman 6  | Rimbalzi | 7 Stewart  |

| Arbitri: | Manuel Mazzoni Natalia Cuello Takaki Kato |

|          |          |            |
| Ndour 17 | Punti    | 33 Cambage |
| Palau 8  | Assist   | 8 Talbot   |
| Gil 5    | Rimbalzi | 15 Cambage |

### Finali
- 7º-8º posto

| San Cristobal de La Laguna 30 settembre 2018, ore 11:30 UTC+1                                        | Canada   | 73 – 72 referto | Nigeria | Tenerife Sports Pavilion Santiago Martin |
| Nurse 17 Punti 17 Nyingifa Raincock-Ekunwe 3 Assist 5 Nyingifa Raincock-Ekunwe 6 Rimbalzi 11 Akhator |          |                 |         |                                          |
| |          |                 |         |                                          |
| Nurse 17                                                                                             | Punti    | 17 Nyingifa     |         |                                          |
| Raincock-Ekunwe 3                                                                                    | Assist   | 5 Nyingifa      |         |                                          |
| Raincock-Ekunwe 6                                                                                    | Rimbalzi | 11 Akhator      |         |                                          |

- 5º-6º posto

| San Cristobal de La Laguna 30 settembre 2018, ore 14:00 UTC+1                  | Cina     | 67 – 81 referto | Francia | Tenerife Sports Pavilion Santiago Martin |
| Shao 16 Punti 16 Gruda Li Yuan 6 Assist 4 Johannès Sun 9 Rimbalzi 6 Chartereau |          |                 |         |                                          |
|                                                                                |          |                 |         |                                          |
| Shao 16                                                                        | Punti    | 16 Gruda        |         |                                          |
| Li Yuan 6                                                                      | Assist   | 4 Johannès      |         |                                          |
| Sun 9                                                                          | Rimbalzi | 6 Chartereau    |         |                                          |

- 3º-4º posto

| San Cristobal de La Laguna 30 settembre 2018, ore 17:30 UTC+1                           | Spagna   | 67 – 60 referto | Belgio | Tenerife Sports Pavilion Santiago Martin |
| Xargay 17 Punti 24 Meesseman Palau 5 Assist 8 Allemand Nicholls 10 Rimbalzi 9 Meesseman |          |                 |        |                                          |
|                                                                                         |          |                 |        |                                          |
| Xargay 17                                                                               | Punti    | 24 Meesseman    |        |                                          |
| Palau 5                                                                                 | Assist   | 8 Allemand      |        |                                          |
| Nicholls 10                                                                             | Rimbalzi | 9 Meesseman     |        |                                          |

- 1º-2º posto

| San Cristobal de La Laguna 30 settembre 2018, ore 20:00 UTC+1                | Australia | 56 – 73 (15-20, 27-35, 38-61) referto | Stati Uniti | Tenerife Sports Pavilion Santiago Martin |
| Smith 10 Punti 15 Griner O'Hea 4 Assist 5 Bird Cambage 14 Rimbalzi 8 Stewart |           |                                       |             |                                          |
|                                                                              |           |                                       |             |                                          |
| Smith 10                                                                     | Punti     | 15 Griner                             |             |                                          |
| O'Hea 4                                                                      | Assist    | 5 Bird                                |             |                                          |
| Cambage 14                                                                   | Rimbalzi  | 8 Stewart                             |             |                                          |

## Classifica finale
| Campione del Mondo | Campione del Mondo | Campione del Mondo |
| --- | ------------------ | --- |
| Stati Uniti 4 Loyd, 5 Plum, 6 Bird, 7 Clarendon, 8 Tuck, 9 Wilson, 10 Stewart, 11 Delle Donne, 12 Taurasi, 13 Ogwumike, 14 Charles, 15 Griner, All. Dawn Staley |                    | |
| Argento | Australia          | Australia4 O'Hea, 6 Talbot, 7 Madgen, 8 Cambage, 9 Allen, 10 Ebzery, 11 Smith, 12 Bunton, 13 Magbegor, 14 Lavey, 15 George, 32 Whitcomb, All. Sandy Brondello                            |
| Bronzo | Spagna             | Spagna4 Nicholls, 5 Ouviña, 6 Domínguez, 7 Torrens, 9 Palau, 10 Xargay, 15 Cruz, 18 Casas, 19 Arrojo, 24 Gil, 28 Sánchez, 45 Ndour, All. Lucas Mondelo                                   |
| 4. | Belgio             | Belgio5 K. Mestdagh, 6 Delaere, 8 Nawezhi, 9 Carpréaux, 11 Meesseman, 12 Wauters, 13 Linskens, 22 H. Mestdagh, 32 Nauwelaers, 35 Vanloo, 42 Raman, 55 Allemand, All. Philip Mestdagh     |
| 5. | Francia            | Francia0 Époupa, 5 Miyem, 7 Gruda, 8 Ciak, 10 Michel, 11 Ayayi, 12 Chartereau, 17 Johannès, 21 Badiane, 39 Duchet, 47 Bernies, 93 Tchatchouang, All. Valérie Garnier                     |
| 6. | Cina               | Cina3 Yang, 4 Li Yuan, 5 Wang S., 7 Shao, 8 Wang X., 9 Li M., 10 Ma, 11 Huang, 12 Liu, 13 Sun, 14 Li Yueru, 15 Han, All. Xu Limin                                                        |
| 7. | Canada             | Canada4 Langlois, 5 Nurse, 6 Carleton, 7 Raincock-Ekunwe, 8 Gaucher, 9 Ayim, 10 Fields, 11 Achonwa, 12 Weisner, 13 Colley, 15 Plouffe, 22 Hamblin, All. Lisa Thomaidis                   |
| 8. | Nigeria            | Nigeria7 Ogoke, 8 Akashili, 9 Mohammed, 10 Amukamara, 11 Elonu, 12 Edeferioka, 13 Akhator, 17 Akaraiwe, 21 Nyingifa, 23 Kalu, 24 Imovbioh, 30 Okoye, All. Otis Hughley                   |
| 9. | Giappone           | Giappone0 Nagaoka, 1 Fujioka, 7 Mizushima, 8 Takada, 13 Machida, 15 Motohashi, 24 Kurihara, 30 Mawuli, 41 Nemoto, 52 Miyazawa, 88 Akaho, 99 Okoye, All. Tom Hovasse                      |
| 10. | Turchia            | Turchia0 Yalçın, 3 Cora, 4 Çakır, 7 Köksal, 9 Çağlar, 10 Alben, 12 Canıtez, 13 Hollingsworth, 15 Şenyürek, 23 Aydın, 28 Güner, 33 Ural, All. Ekrem Memnun                                |
| 11. | Grecia             | Grecia5 Stamatī, 6 Lymoura, 7 Spyridopoulou, 8 Pavlopoulou, 9 Maltsī, 11 Nikolopoulou, 12 Sōtīriou, 13 Kosma, 15 Spanou, 19 Kaltsidou, 21 Christinakī, 34 Fasoula, All. Kōstas Keramidas |
| 12. | Senegal            | Senegal1 Dieng, 4 Thiam, 6 Sarr, 7 Diémé, 8 Diouf, 10 Traoré, 11 Diarra, 12 Sy, 24 Diop, 35 Fall, 77 Ndiaye, 84 Sidibé, All. Cheikh Sarr                                                 |
| 13. | Lettonia           | Lettonia0 Rozenberga, 7 Babkina, 8 Baško, 11 Putniņa, 12 Šteinberga, 13 Brumermane, 15 Krastiņa, 28 Vītola, 33 Laksa, 35 Krēsliņa, 44 Eglīte, 45 Strautmane, All. Mārtiņš Zībarts        |
| 14. | Corea del Sud      | Corea del Sud1 Park Ha., 2 Park Ji-hyeon, 3 Kang, 5 Sim, 6 Choe, 7 Park Hy., 9 Baek, 10 Kim D., 11 Im, 13 Kim J., 19 Park Ji-su, 35 Kim H., All. Lee Mun-gyu                             |
| 15. | Argentina          | Argentina4 Rosset, 5 D'Urso, 6 Llorente, 8 Boquete, 9 Fiorotto, 10 Burani, 11 Gretter, 12 Santana, 13 González, 15 Marchizotti, 17 Leiva, 22 Pérez, All. Cristian Santander              |
| 16. | Porto Rico         | Porto Rico0 O'Neill, 2 Meléndez, 3 Maldonado, 5 Rosado, 9 Gibson, 11 González, 12 Salamán, 14 Plácido, 22 Pérez, 23 Jones, 24 Gwathmey, 25 Quiñones, All. Jerry Batista                  |